# Lin Wenyi
Lin Wenyi (chino: 林文漪; septiembre de 1944) es una ingeniera china y política. Fue presidenta de la Liga Democrática de Autogobierno de Taiwán, un partido político legal minoritario en China, vicepresidenta de la Conferencia Consultiva Política del Pueblo Chino. Su padre era de Tainan, Taiwán;  nació en Qingdao.
Licenciada de la Universidad Tsinghua, Lin trabajó en Xinjiang como técnica en sus años tempranos. Después de su paso en Xinjiang en 1973,  empezó a trabajar en la Academia China de las Ciencias como física. Obtuvo un doctorado por la Universidad de Liverpool. Empezó en 1994 como profesora de dedicación exclusiva en Tsinghua Universidad.
Ha servido en una variedad de puestos políticos durante su vida. Se unió a la Liga de Autogobierno Democrático de Taiwán en diciembre de 1990. Fue subdirectora de educación del Municipio de Pekín, asistente del alcalde, y entre 1996 y 2003, vicealcalde de Pekín. En marzo de 2003 fue nombrada secretaria diputada -general de la comisión permanente de Congreso del Pueblo Nacional.
En diciembre de 2005, fue nombrada presidenta de la Liga de Autogobierno Democrático de Taiwán. Estuvo implicada en la preparación de la olimpiada de Pekín.